# Juliaan Van Acker
Juliaan Charles Arthur Van Acker (Brugge, 19 augustus 1940) is een Vlaams orthopedagoog en essayist die gedurende 27 jaar werkzaam was in Nederland.

## Levensloop
Van Acker is geboren in Brugge, de stad waar zijn familie sinds het begin van de 17de eeuw woont. Een van zijn verre voorouders, Aimé von Acker, afkomstig uit Hannover, zou via Rotterdam in Brugge zijn beland. Hij was een houthandelaar. Tot voor kort zat nog een tak van de familie Van Acker in de houthandel. De laatste gemeenschappelijke voorouder met Achiel Van Acker, eerste minister van België van 1945 tot 1958, is overleden in 1818.
Juliaan Van Acker studeerde pedagogiek aan de Rijksuniversiteit Gent en de Vrije Universiteit Brussel. Hij begon zijn loopbaan, tijdens de woelige jaren 1963-1966, in de Democratische Republiek Congo als leraar in een school voor toekomstige onderwijzers. Daarna was hij achtereenvolgens junior-medewerker aan de VUB, inspecteur van de rijksinrichtingen van de Dienst Jeugdbescherming te Brussel, directeur van het ’Rijkskliniek- en opvoedingsgesticht’ te Brugge, medewerker aan de Vrije Universiteit Amsterdam en adolescententherapeut aan het Pedologisch Instituut aldaar, directeur bij de Heldringstichtingen, afdeling orthopedagogisch instituut, te Zetten, hoogleraar orthopedagogiek aan de Radbouduniversiteit Nijmegen en hoofd van het Nijmeegs Gezinsproject. Na zijn emeritaat begon hij een orthopedagogische praktijk en superviseerde projecten in Luik, Brussel, Antwerpen, Gent, Curaçao, Bonaire, Rotterdam, etc...

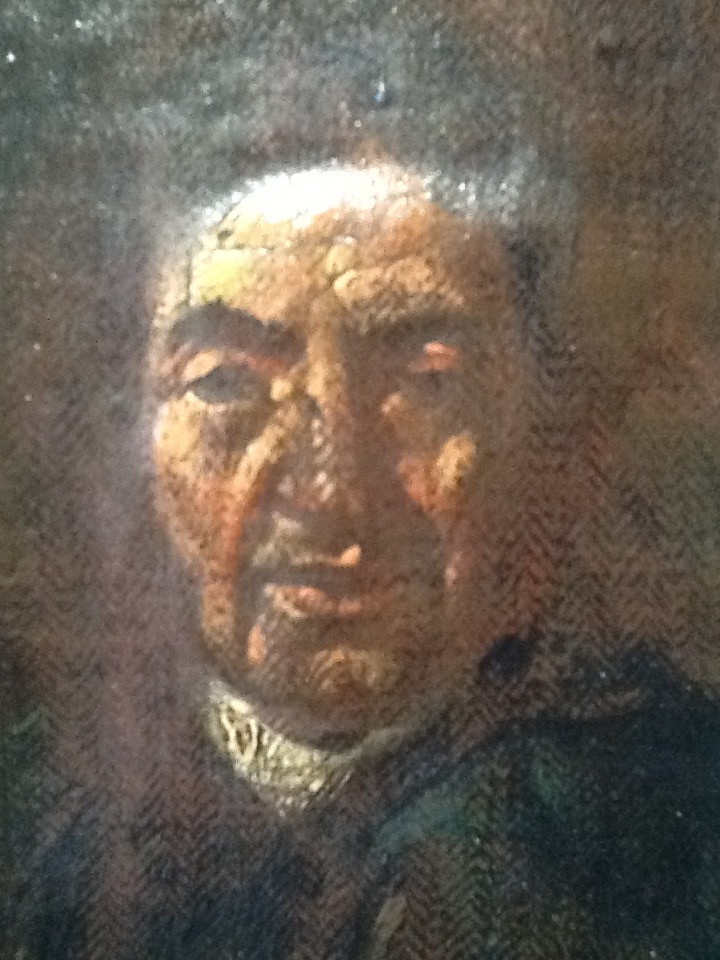
aimé von acker

Hij promoveerde in 1976 aan de Rijksuniversiteit te Gent met het proefschrift:
’Heropvoeding naar sociale aanpasbaarheid: Actie-onderzoek in een inrichting voor zeer moeilijke meisjes’. Juliaan Van Acker publiceerde 21 vakboeken en essays en meer dan 100 artikels in nationale en internationale wetenschappelijke tijdschriften en vakbladen.
Juliaan Van Acker is sinds 3 augustus 1965 getrouwd met Frieda Wintein. Zij hebben drie kinderen en twee kleinkinderen.

## Orthopedagogische visie
Van Acker definieert orthopedagogiek als de wetenschap die zoekt naar hoe kinderen die risico lopen hun talenten en goede eigenschappen zo optimaal mogelijk kunnen ontplooien, zodat ze leren zich verantwoordelijk voor anderen te gedragen. Deze wetenschap is onlosmakelijk verbonden met de klinische praktijk.
In deze definitie komt de essentie van zijn visie reeds tot uiting. Ten eerste wordt in plaats van uit te gaan van de handicap of de stoornis van het kind, het accent gelegd op de talenten en de goede eigenschappen van het kind. Ten tweede wordt gekozen voor een pedagogische aanpak: het gaat niet zozeer om het afleren van gedrag, maar vooral om het op een positieve wijze stimuleren van het kind, zodat het kind zijn verantwoordelijkheid leert op te nemen. Positieve verwachtingen kunnen het kind het best inspireren.
Van Acker gebruikt geen diagnostische labels om stoornissen aan te duiden. Het gaat om het ontdekken en positief stimuleren van de talenten en mogelijkheden die elk kind bezit. Het doel van de opvoeding wordt om die reden gedefinieerd als ’het kind zodanig inspireren dat hij een goed mens wordt’. Een goed mens is iemand die zich verantwoordelijk voelt voor anderen, in zo’n sterke mate dat het belang van de Ander prioriteit heeft op het eigenbelang. Om zijn verantwoordelijkheid te kunnen opnemen moet het kind zijn talenten ontplooien, zodat hij zich goed voor de anderen kan inzetten.
Van Acker is sterk geïnspireerd door de Franse filosoof Emmanuel Levinas, bij wie hij de grondslag vindt voor een ethische basishouding. In de opvoeding is zingeving en de overdracht van waarden en normen essentieel. Dit gaat niet via manipulatie van het kind, maar via de onvoorwaardelijke liefde van volwassenen die om het kind geven en het inspireren. In een ophefmakend artikel ’Psychologie is geen empirische wetenschap’, houdt Van Acker een pleidooi voor meer filosofisch gefundeerde menswetenschappen, waar zingeving een centrale plaats terugkrijgt.

## Politieke en maatschappelijke visie
Uit zijn essays blijkt dat Juliaan Van Acker een voorstander is van een Europese confederatie van soevereine staten. Daarbij kunnen goede afspraken worden gemaakt voor economische samenwerking en een gemeenschappelijke defensie. De soevereiniteit is gebaseerd op vaderlandsliefde en verbondenheid tussen burgers die een gemeenschappelijke geschiedenis en normen en waarden delen. De Europese beschaving is gebaseerd op de joods-christelijke ethiek, kan hier een voorbeeld zijn voor de gehele mensheid en vindt daarin de kracht om solidair te zijn met de hele wereld. Een krachtig Europa is een waarborg voor wereldvrede.
Verder pleit Van Acker voor een massale terugkeer van de immigranten naar de landen van herkomst. Dit is volgens hem de enige mogelijkheid om vrede, welzijn en welvaart te verwezenlijken in de islamitische landen en in zwart Afrika. Dit betekent onder meer dat aldaar alle kinderen naar uitstekende scholen kunnen gaan, dat er voor iedereen toegankelijke goede gezondheidszorg is en dat er voldoende werkgelegenheid wordt gecreëerd. In solidaire samenwerking met Europa kan aldus een nieuwe wereldmacht ontstaan die de uitdagingen van de 21ste eeuw (klimaatverandering, massa-immigratie, pandemieën en dergelijke) beter zal aankunnen.
In deze politieke en maatschappelijke visie staat het begrip ’verantwoordelijkheid’ centraal. Die verantwoordelijkheid begint in het gezin (dat noodzakelijk is voor het voortbestaan van de mensheid) en breidt zich uit naar de bredere familie, de wijk, het dorp, het vaderland totdat over de gehele wereld ’netwerken van solidariteit’ tot stand komen.